# Partido Nacional Antirreeleccionista
El Partido Nacional Antirreeleccionista (o Partido Antirreeleccionista) (PNA) fue un partido político mexicano creado en 1909 cuyo objetivo principal era participar en las elecciones federales de México de 1910.
Ante la pretensión de presentarse nuevamente a elecciones del presidente Porfirio Díaz en México, se fundaron clubes antirreeleccionistas, cuya ideología era el liberalismo social y   económico. El 22 de mayo de 1909, con la iniciativa de Francisco I. Madero, se fundó el Partido Nacional Antirreeleccionista, que tuvo como antecedente el Club Antirreeleccionista de México, fundado días antes.
Los objetivos principales del partido fueron la defensa de la democracia: "Sufragio Efectivo, No Reelección", la perseverancia estricta de la Constitución, la libertad municipal y el respeto a las garantías individuales. El partido lanzó como candidato a la presidencia a Francisco I. Madero y, para la vicepresidencia, a Francisco Vázquez Gómez. Tras alcanzar un alto nivel de popularidad, el gobierno decidió encarcelar a Madero en San Luis Potosí bajo los cargos de conato de rebelión y ultraje a las autoridades. Madero logró escapar a los Estados Unidos y desde ahí redactó el Plan de San Luis, que conduciría luego, el 20 de noviembre de 1910, al levantamiento armado para derrocar a Porfirio Díaz, quien se había mantenido en el poder mediante el fraude electoral que impidió que el Partido Nacional Antirreeleccionista llegara a la presidencia del país.
El membrete del PNA siguió activo después de la Revolución. Con la muerte de Obregón y la construcción del Partido Nacional Revolucionario, antecedente del Partido Revolucionario Institucional, se presentaron tres candidatos para la elección de 1929, Antonio I. Villarreal (Secretario de Agricultura y Fomento durante el primer gobierno de Obregón), Gilberto Valenzuela y José Vasconcelos. Este último quedaría como candidato oficial del Partido debido a que los dos primeros se declararon en rebeldía contra el gobierno de Emilio Portes Gil en la rebelión del general Escobar. 
Durante esta campaña, el jefe del Partido fue Vito Alessio Robles.

## Fundación
En marzo de 1908, el viejo gobernante concedió una entrevista al periodista norteamericano James Creelman, a quien declaró, después de hacer un balance de la actividad política del país, que se retiraría de la vida política al concluir su período en 1910, a sus ochenta años de edad, y que no aceptaría participar nuevamente en otras elecciones para ocupar la presidencia de la República. Además, dijo que vería con buenos ojos la creación de partidos políticos, aun cuando fueran de oposición, para entonces, la sociedad revitalizaba su actividad y se comenzaron a escribir folletos sobre elecciones y partidos.
La noticia generó un enorme entusiasmo en el país. Nacieron nuevos partidos políticos como el reyista encabezado por el popular ministro de Guerra, el general Bernardo Reyes y el Partido Democrático dirigido por Manuel Calero. Pese a las declaraciones de Díaz a Creelman, ambos partidos coincidieron en postular a Díaz nuevamente como candidato a la presidencia de la República, pero cada uno de estos dos partidos postularía a su propio candidato a la vicepresidencia. Las intenciones de estos partidos no consiguieron tener éxito, por lo que desparecieron al poco tiempo. Por si fuera poco, Díaz se deshizo del general Reyes, al considerarlo un rival peligroso, y lo exilió en Europa.
En 1909 se creó el Club Central Antirreeleccionista, dirigido por Francisco I. Madero, quien simultáneamente escribió el libro La sucesión presidencial en 1910. En este club participaron Francisco y Emilio Vázquez Gómez, Filomeno Mata, Luis Cabrera y José Vasconcelos, entre otros, teniendo como principio el lema de «Sufragio Efectivo No Reelección». Realizaban varias giras de propaganda por toda la República, fortaleciendo el antireeleeccionismo. Desde los inicios de 1910, los clubes antirreeleccionistas se extendieron por todo el país y cobraban cada vez más fuerza, siendo Madero el que aparecía como el principal líder de los antirreeleccionistas. Otros líderes eran Toribio Esquivel Obregón y Fernando Iglesias Calderón, pero la mayoría apoyaba a Madero para la presidencia de la República en las elecciones de 1910. Como posibles candidatos para la vicepresidencia, este grupo proponía a Toribio Esquivel Obregón, José María Pino Suárez o Francisco Vázquez Gómez. Este último con débil mayoría, fue el candidato antirreeleccionista.
Elegido candidato a la presidencia de la República por el Partido Antirreeleccionista, Francisco I. Madero, acompañado por su esposa Sara, inició una exitosa gira de campaña por todo el país. En abril de 1910, en plena campaña electoral, se entrevistó con Díaz y le propuso una negociación, en la que los antirreeleccionistas votarían con los reeleccionistas por Díaz para la presidencia y ambos votarían por Madero para la vicepresidencia. Díaz rechazó la propuesta de Madero y éste entendió que don Porfirio jamás dejaría el poder en forma pacífica.

## Candidatos a la Presidencia de México
- Francisco I. Madero (1910)
- Arnulfo R. Gómez (1928)
- José Vasconcelos (1929)

## Candidatos a la Vicepresidencia de México
- Francisco Vázquez Gómez (1910)